# Transmisión de video
Servicio de transmisión de video o transporte de señales de video es el servicio destinados a su utilización por parte de empresas de medios, tales como Canales de Televisión, Productoras de Medios, Agregadores, entre otros para vincular sitios de producción, posproducción, agregado o procesamiento de contenidos de video.
La calidad puede ser Contribución o Distribución, de acuerdo con la utilización que se le de al contenido trasportado.
Si bien estos conceptos pueden variar, se entiende como calidad contribución en Mpeg2 a partir de los 6 Mbit/s para el transporte comprimido de video de resolución estándar y desde los 20 Mbit/s para el video comprimido en resolución HD1080i/p. La máxima calidad consiste en el transporte sin compresión alguna a velocidades de transmisión de 270 Mbit/s (SDI) para la resolución estándar y de 1.4 Gbit/s para las tramas de alta definición HDSDI 1080i.